# Eliasleden
Eliasleden är Piteå kommuns längsta vandringsled.
I Svensbyn, vid vägen till Bodsjön, startar kommunens längsta vandringsled, döpt efter stortjuven Elias.
Leden löper genom en mycket varierad terräng med områden av gammal skog, frodiga våtmarker och lättgångna häll- och bergsområden. De många utkikspunkterna bjuder på storslagna vyer och längs leden finns gott om rastplatser att stanna till vid. Informationsskyltar finns utplacerade längs leden på vilka man kan läsa om ledens dragning, områdets geologi, flora och fauna.
Leden utgår från Svensbyn vid vägen till Bodsjön och leder upp mot Eliasgrottan vid Högberget och leder sedan via Mjösjön, Rörmyrberget, Vitsjön, Djuptjärn tillbaka till Högberget igen, en slinga på 9,4 km. Uppe på Larssonsberget och Rörmyrberget, liksom vid fiskesjöarna Djuptjärn och Vitsjön, finns vindskydd uppställda. Vid Vitsjön finns även en lappkåta lämplig för övernattning.
Vid Vitsjön finns möjlighet till två avstickare. Den ena är 9 km lång och leder till det pittoreska kronobygget ”Nötmyrbodarna” med restaurerad skogskoja, stall och tjärdal. Den andra mäter 6 km och leder upp till kalottberget Kalahatten i Kalamark, 240 m ö.h.
En tredje avstickare leder från Djuptjärn till Björnberget vid Bodsjön, en sträcka på 1,5 km.
Leden är sammantaget 26 km lång. Stor valfrihet ges med olika vägval, och biltransport är möjlig till flera platser längs leden. Vandringen kan med fördel fördelas på två dagar med övernattning förslagsvis vid kåtan vid Vitsjön eller skogskojan vid Nötmyrbodarna.